# Janov (Moravia-Slesia)
 Janov  (in tedesco Johannesthal, in polacco Janów) è una città ceca del distretto di Bruntál, nella regione di Moravia-Slesia.
Il comune ricopre una superficie di 11,01 km² e nel 2010 contava una popolazione di 332 abitanti.

## Storia
Al censimento austro-ungarico del 1910 contava 1.341 abitanti, nella pressoché totalità di lingua tedesca.
Ha ottenuto lo status di città nel 2007.